# Bromus koeieanus
Bromus koeieanus är en gräsart som beskrevs av Aleksandre Melderis. Bromus koeieanus ingår i släktet lostor, och familjen gräs. Inga underarter finns listade i Catalogue of Life.